# Wybory prezydenckie na Słowacji w 2004 roku
Wybory prezydenckie na Słowacji w 2004 roku – wybory na Słowacji, które odbyły się 3 kwietnia (pierwsza tura) oraz 17 kwietnia (druga tura) 2004. W drugiej turze, Ivan Gašparovič został wybrany prezydentem Słowacji.
W pierwszej turze, były premier Vladimír Mečiar zostawił w tyle wszystkich jedenastu kandydatów, łącznie ze swoim poprzednikiem Gašparovičem oraz urzędującym prezydentem Rudolfem Schusterem.

## Wyniki wyborów

### 1. tura wyborów
| Kandydat           | Partia                                                                    | Głosów    | %    |
| ------------------ | ------------------------------------------------------------------------- | --------- | ---- |
| Stanislav Bernát   | niezależny                                                                | 5,719     | 0.3  |
| Martin Bútora      | niezależny                                                                | 129,387   | 6.5  |
| Ivan Gašparovič    | Ruch dla Demokracji, Słowacka Unia Ludowa, Kierunek – Socjalna Demokracja | 442,564   | 22.3 |
| Jozef Kalman       | Słowacki Blok Lewicowy                                                    | 10,221    | 0.5  |
| Ján Králik         | Słowacka Partia Demokratycznej Lewicy                                     | 15,873    | 0.8  |
| Július Kubík       | niezależny                                                                | 7,734     | 0.4  |
| Eduard Kukan       | Słowacka Unia Chrześcijańska i Demokratyczna                              | 438,920   | 22.1 |
| Vladimír Mečiar    | Partia Ludowa – Ruch na rzecz Demokratycznej Słowacji                     | 650,242   | 32.7 |
| František Mikloško | Ruch Chrześcijańsko-Demokratyczny, Partia Węgierskiej Koalicji            | 129,414   | 6.5  |
| Ľubo Roman         | Sojusz Nowego Obywatela, zrezygnował z kandydowania 15 marca              | –         | –    |
| Rudolf Schuster    | niezależny                                                                | 147,549   | 7.4  |
| Jozef Šesták       | niezależny                                                                | 6,785     | 0.3  |
| Razem              | –                                                                         | 1,986,214 | –    |

### 2. tura wyborów
| Kandydat        | Partia                                                                             | Głosów    | %    |
| --------------- | ---------------------------------------------------------------------------------- | --------- | ---- |
| Ivan Gašparovič | Słowacki Ruch dla Demokracji, Słowacka Unia Ludowa, Kierunek – Socjalna Demokracja | 1,079,592 | 59.9 |
| Vladimír Mečiar | Partia Ludowa - Ruch dla Demokratycznej Słowacji                                   | 722,368   | 40.1 |
| Razem           | –                                                                                  | 1,801,960 | –    |